# برونو هوفمان
برونو هوفمان (بالألمانية: Bruno Hoffmann)‏ هو موسيقي ألماني، ولد في 15 سبتمبر 1913 في شتوتغارت في ألمانيا، وتوفي بنفس المكان في 11 أبريل 1991.

## وصلات خارجية
- برونو هوفمان على موقع IMDb (الإنجليزية)
- برونو هوفمان على موقع ميوزك برينز (الإنجليزية)
- برونو هوفمان على موقع ميوزك برينز (الإنجليزية)
- برونو هوفمان على موقع أول ميوزيك (الإنجليزية)
- برونو هوفمان على موقع ديسكوغز (الإنجليزية)